# Jim Crews
James S. "Jim" Crews , más conocido como Jim Crews (nacido el 14 de febrero de 1954 en Normal, Illinois) es un entrenador de baloncesto estadounidense que ejerció en la NCAA.

## Trayectoria
- Universidad de Indiana (1977–1985), (asist.)
- Universidad de Evansville (1985–2002)
- Army (2002–2009)
- Saint Louis (2011–2012), (asist.)
- Saint Louis (2012–2016)